# Viaduc de la Crueize
Vous lisez un « bon article » labellisé en 2016.
Le viaduc de la Crueize est un viaduc ferroviaire de la ligne de Béziers à Neussargues, situé sur le territoire de la commune de Saint-Léger-de-Peyre, dans le département de la Lozère, en France. Il est surnommé « viaduc de l'Enfer » du nom de la vallée qu'il traverse.
Construit par les services de l'État, dirigés par Léon Boyer, il est mis en service en 1887 par la Compagnie des chemins de fer du Midi et du Canal latéral à la Garonne (Cie du Midi), concessionnaire de la ligne et du viaduc. Il ne doit pas être confondu avec le pont autoroutier de la Crueize.

## Situation ferroviaire
Construit à 905 mètres d'altitude, le viaduc de la Crueize est situé au point kilométrique (PK) 629,723 de la ligne de Béziers à Neussargues, entre les gares de Marvejols et de Saint-Sauveur-de-Peyre (cette dernière étant fermée). Il est encadré par les tunnels de Lestoura, au PK 628,977, et du Born au PK 634,564.

## Histoire
La section de Marvejols à Neussargues sur laquelle est situé le viaduc de la Crueize représente un cas d'école pour le choix du tracé dans un environnement difficile, du fait de vallées encaissées avec des parois abruptes. Les premières études, réalisées par les ingénieurs de l'administration de l'État, concluent à un tracé classique par les vallées et ce projet est validé peu de temps avant l'arrivée du jeune ingénieur Léon Boyer nommé responsable de cette section.

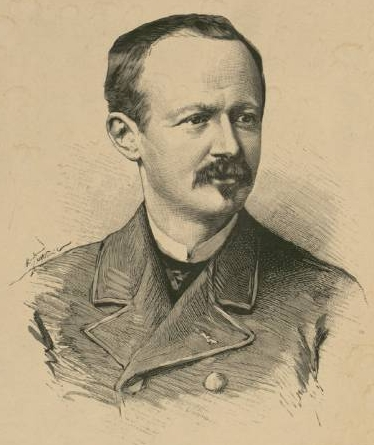
Léon Boyer, concepteur du viaduc.

Celui-ci reprend les études en proposant un tracé sur le haut du plateau, qui offre l'avantage d'éviter la réalisation d'une multitude d'ouvrages secondaires et de se limiter à quelques ouvrages importants voire exceptionnels. La différence de coût est notable, puisque l'évaluation initiale était de 9 500 000 francs alors qu'elle est abaissée à 6 500 000 francs dans le projet de Léon Boyer. Le projet révisé permet également d'avoir une ligne au profil plus facile (moins de pente), la voie restant sur un plateau relativement plat.
Léon Boyer entreprend donc l'étude de la ligne et la conception de ses nombreux ouvrages d'art. Les plus remarquables sont le viaduc de Garabit et celui de la Crueize, mais également ceux de Chanteperdrix, Sénouard et Piou. Sur le chantier de la Crueize, il va diriger les travaux avec le soutien de son ingénieur en chef Charles Bauby.
En mai 1879, une annonce du ministère des Travaux publics dans le Journal officiel de la République française prévoit l'adjudication de travaux à exécuter sur le chemin de fer de Marvejols à Neussargues. Il s'agit du 4e lot de la construction, compris entre les points kilométriques 8,400 et 11,290 sur une longueur de 2 890,50 m, dont le principal ouvrage est le « viaduc de Crueize » d'une longueur de 216 m et une hauteur de 63,20 m. La dépense prévue pour cet ensemble, hors coût des imprévus, est estimée à 2 717 203,08 francs de l'époque.
Après l'adjudication, le chantier du viaduc est ouvert au début de l'année 1880. Durant l'année 1882, le chantier avance rapidement. En août 1884, les ouvrages d'art sont terminés et la compagnie débute la pose de la voie de la section.
Le viaduc est mis en service le 9 mai 1887 par la Compagnie des chemins de fer du Midi et du Canal latéral à la Garonne, lorsqu'elle ouvre à l'exploitation la section de Marvejols à Saint-Chély.

## Caractéristiques

### Description générale
Le viaduc est établi dans la vallée de la Crueize, en un lieu abrupt et sauvage, nommé « gorge de l'Enfer ». Il présente une teinte légèrement rosée, avec des piles aux formes élancées, qui se découpent sur le fond sombre d'une forêt de pins.
Établi pour deux voies ferrées, il est composé de six arches de 25 mètres d'ouverture et a une longueur totale de 218,80 m pour une hauteur maximale, prise au niveau des rails et au point le plus bas de la vallée, de 63,30 m. Sa largeur entre les parapets est en général de 8 m, mais elle atteint 10 m au droit des contreforts des piles. L'ouvrage est rectiligne, et présente une rampe de 27,5 millimètres par mètre, en descente vers Marvejols.

Le viaduc en août 1883
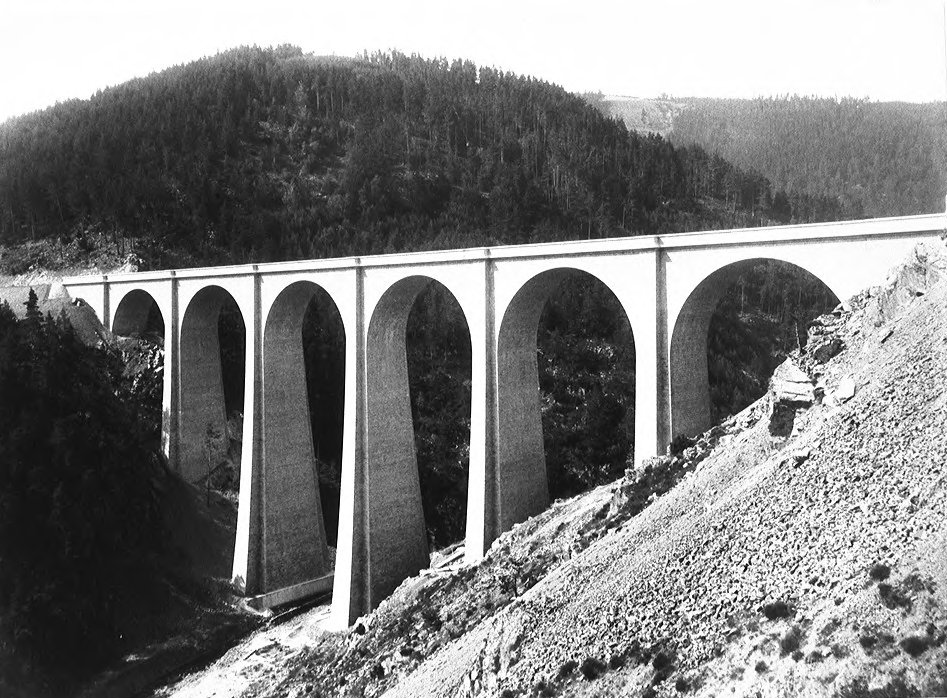
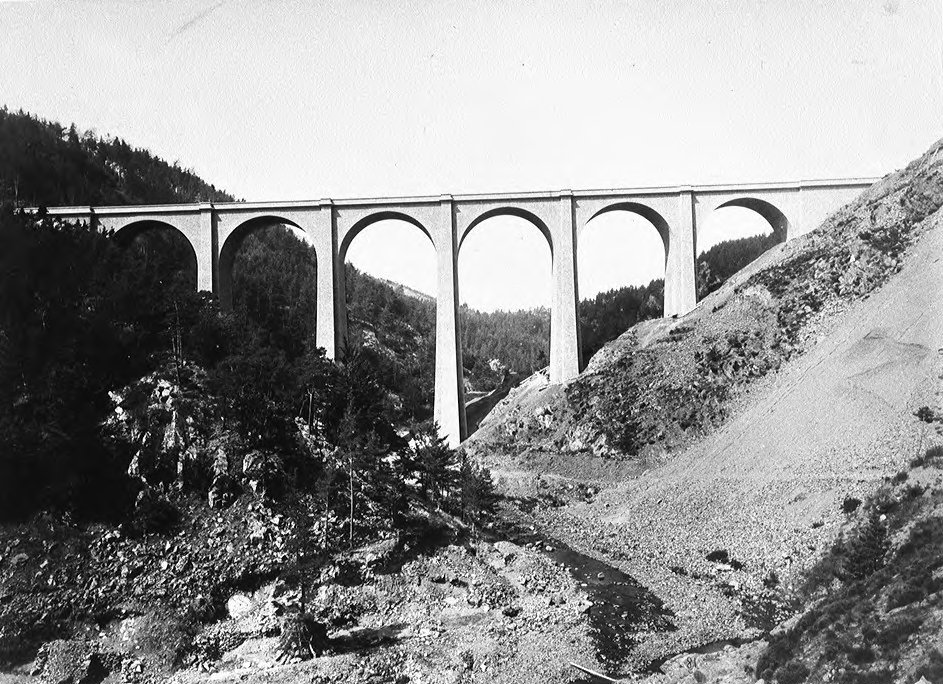
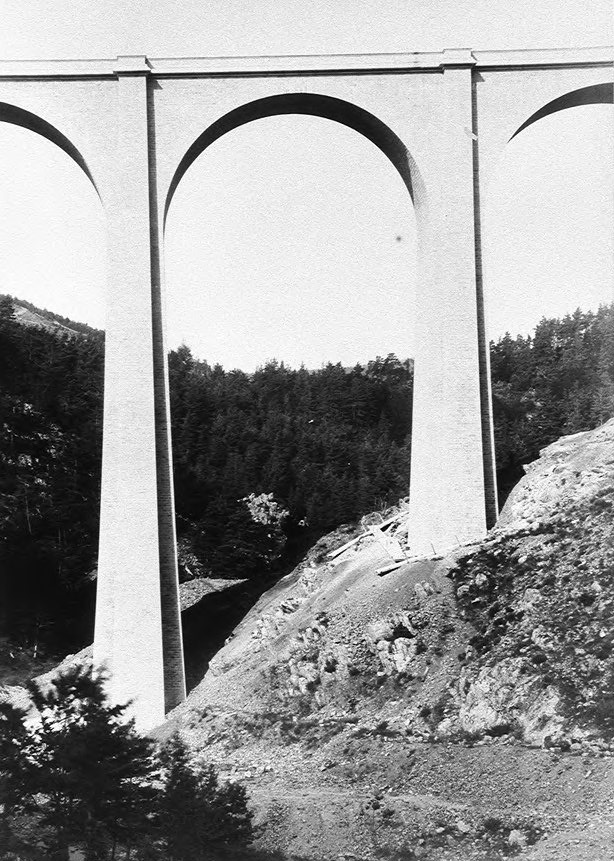

Plans de projet
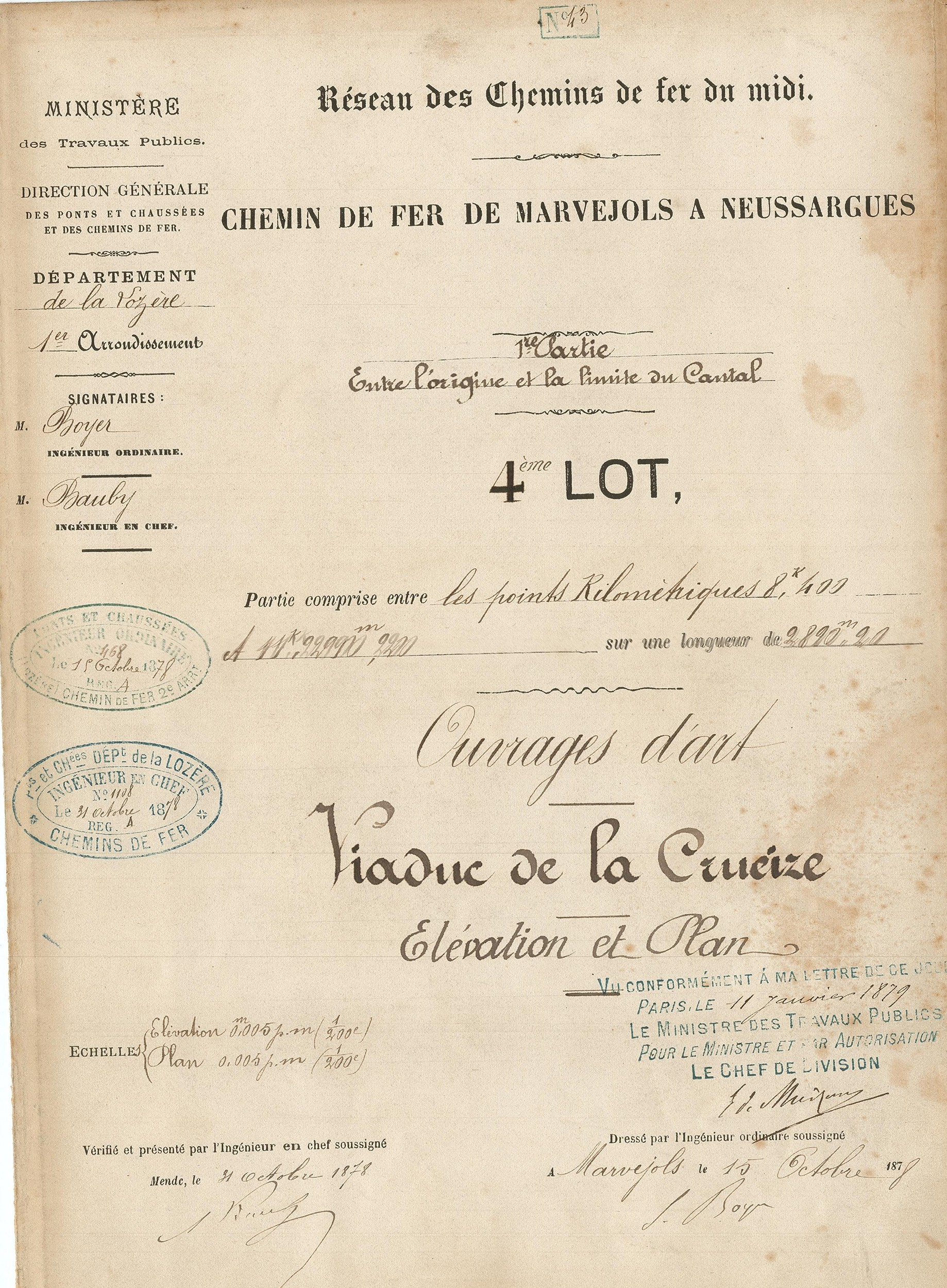
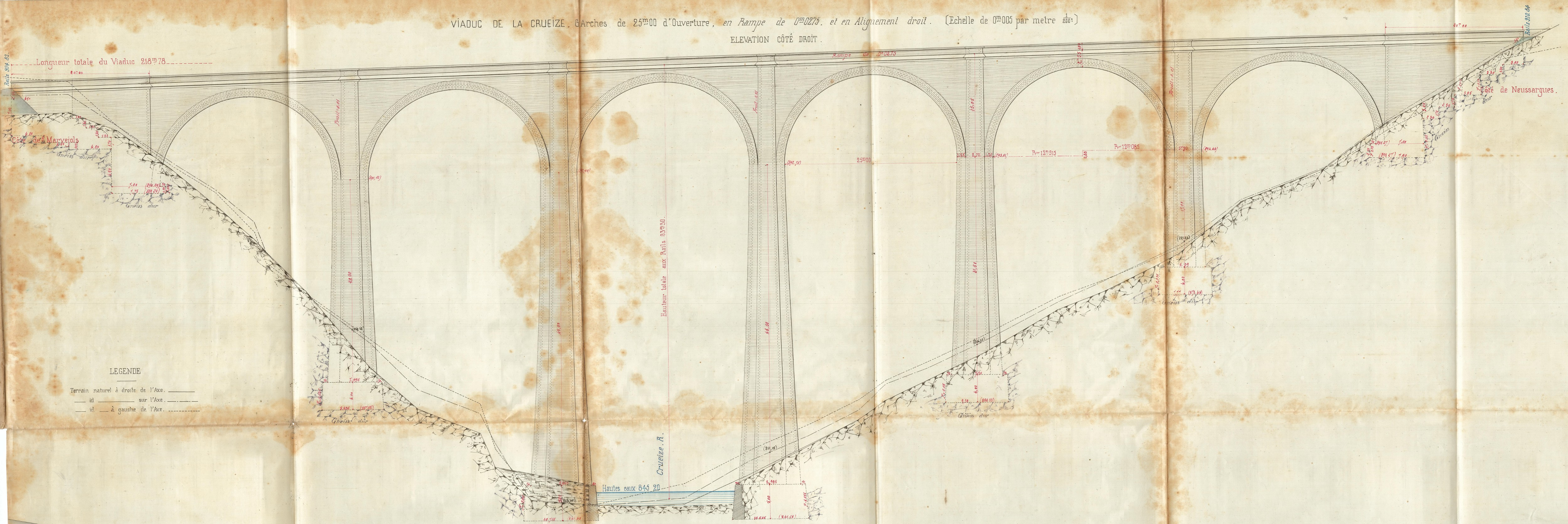
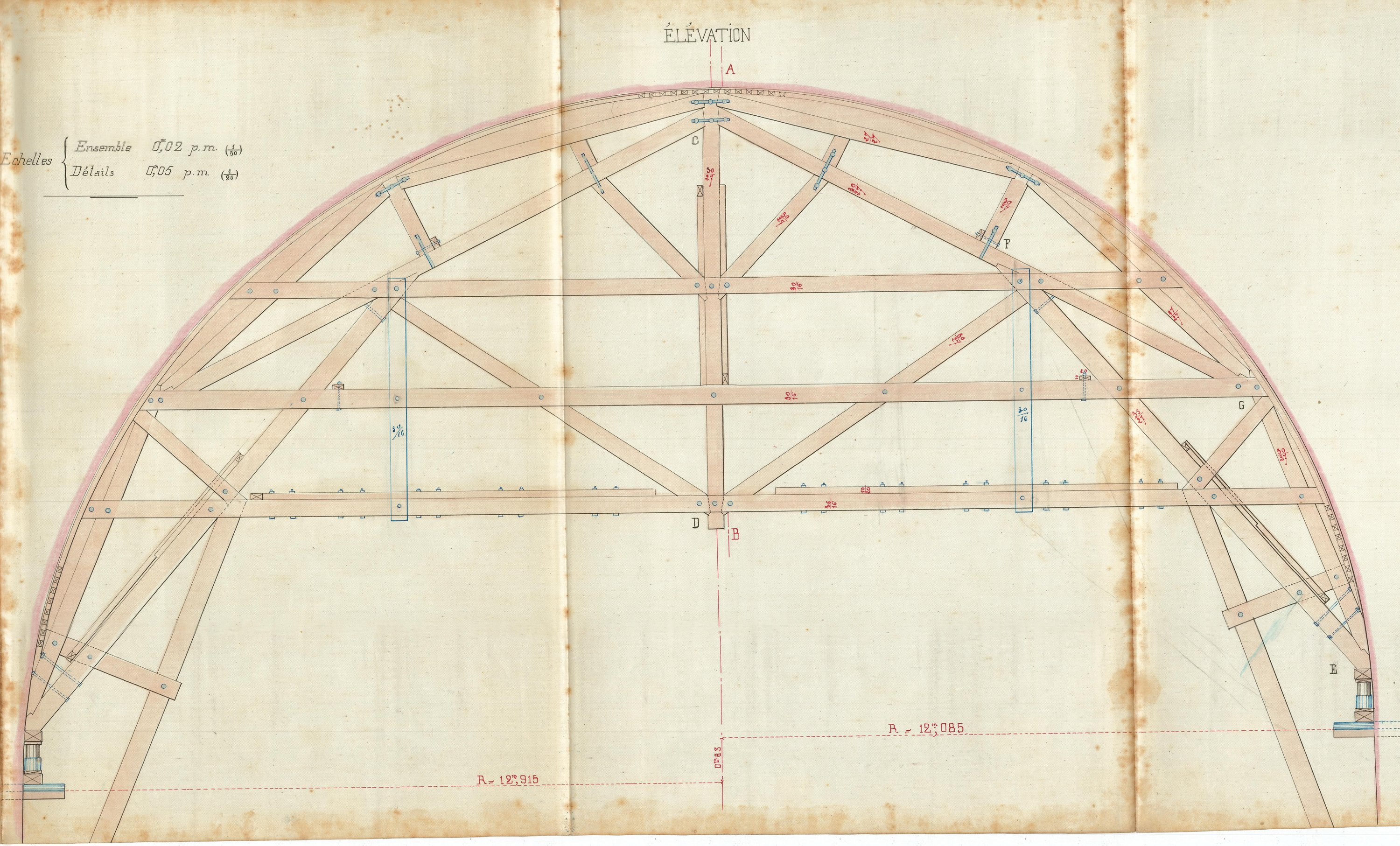

### Techniques de construction

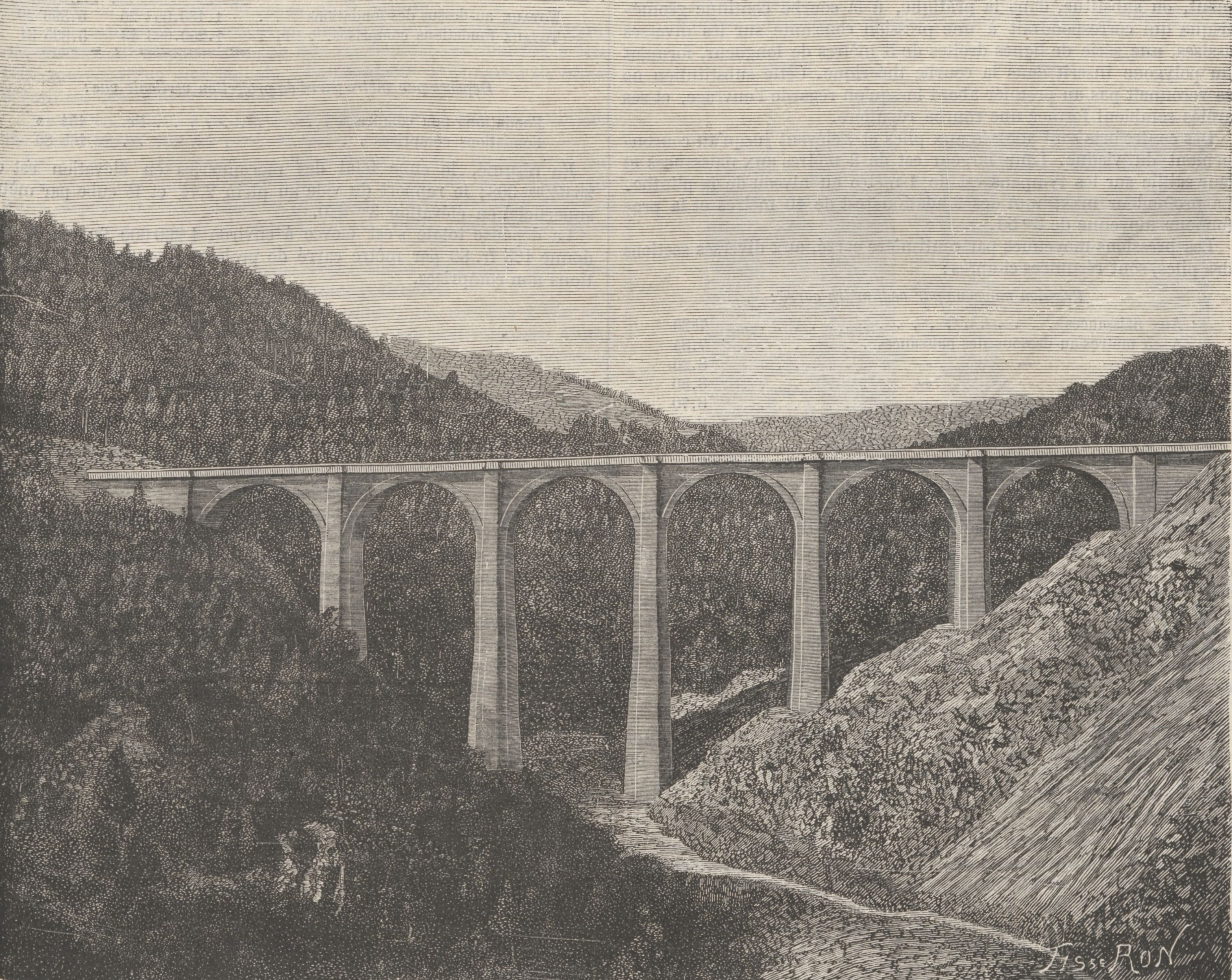
Gravure publiée en 1891 dans Le Génie civil.

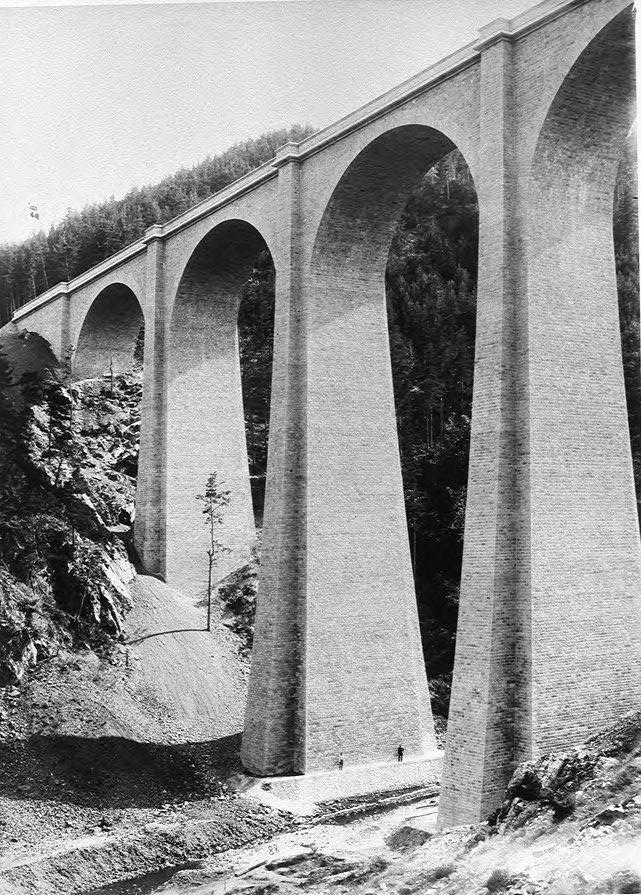
Le viaduc en 1883.

« Les voûtes des arches ont l'intrados composé de deux quarts de cercle ayant respectivement 12,915 m et 12,085 m de rayon. Ceci a pour but de racheter la rampe, tout en maintenant au même niveau les naissances de deux arcs adjacents. Cette méthode de rachat de la déclivité a l'avantage de ramener vers le centre de la pile la résultante des pressions. Ces voûtes ont 1,30 m d'épaisseur à la clé. Les reins sont affinés par trois voûtes longitudinales de 1,20 m d'ouverture ».
« Les piles présentent, sur toutes les faces, un fruit décroissant graduellement depuis le bas jusqu'au sommet. Ce système, employé d'abord par MM. Robaglia, inspecteur général des Ponts et Chaussées, et Pader, ingénieur en chef, au viaduc de Vezouillac (actuellement sur la section entre Millau et Séverac-le-Château), a pour effet d'uniformiser les pressions sur les diverses assises. Il permet de supprimer les ressauts (partie qui forme une avancée sur le plan vertical) que l'emploi d'un fruit constant aurait obligé à ménager à diverses hauteurs. Par cette suppression des retraites, on laisse aux arêtes toute leur pureté, et leur continuité contribue à marquer la hauteur de l'ouvrage ». Néanmoins, « pour faciliter la pose des moellons d'arête et de parement, la courbe théorique est remplacée par une série de lignes droites de 5 m de longueur, formant un polygone inscrit dans la courbe théorique ». Du fait de la distance, un observateur ne voit au premier abord qu'une courbe régulière.
« Les contreforts sont adossés aux piles et s'élèvent jusqu'au couronnement du viaduc. Leur largeur est de deux mètres aux naissances et leur saillie sur les tympans est d'un mètre au niveau de la plinthe. La profondeur maximum des fondations est de dix mètres et en moyenne de 6,50 m ».

### Matériaux employés
Seul le couronnement est en pierre de taille. « Les bandeaux des voûtes, ainsi que les angles des piles, des culées et des contreforts, sont en moellons smillés, tandis que les autres parements visibles sont en moellons têtués. Pour bien dessiner les lignes et assurer l'exactitude de la pose, une double ciselure règne le long des arêtes ». La maçonnerie de blocage est formée de moellons de gneiss, les moellons de parement sont en grès et la pierre de taille du couronnement est en granit.
La chaux utilisée vient des usines du Teil et de Cruas. Le sable a diverses origines : « une partie est extraite du lit de la Colagne, une autre partie provient d'une carrière ouverte dans des dépôts de formation ancienne, donnant un sable de qualité supérieure, et une moindre quantité est obtenue par la trituration et le lavage du granit tendre fourni par une tranchée. Le mortier des maçonneries en voûte est composé, pour les parties situées jusqu'à 1,50 m au-dessus des joints de rupture et pour celles situées de part et d'autre de la clé, jusqu'à 1,50 m de distance, en ajoutant 200 kg de ciment à prise lente, par mètre cube de mortier. Les trois assises du clavage sont hourdées avec du mortier de ciment à prise lente ».

### Cintres
« Les cintres (structure provisoire en bois utilisée pour la construction des voûtes) étaient soutenus par une double rangée de rails traversant les maçonneries des piles. Les premiers appuis supportant le pied des arbalétriers étaient établis au niveau des naissances. Chacun d'eux se composait de deux rails pesant 36 kg le mètre courant. Les appuis de la seconde rangée, placés à quatre mètres en contrebas, étaient formés d'un seul rail sur lequel reposaient, par l'intermédiaire d'une semelle, des contrefiches soutenant les arbalétriers principaux vers le milieu. Ces cintres ont été mis au levage sur le plancher supérieur du pont de service établi pour la construction des piles ». Pour chaque cintre, il fallait 156,117 m3 de bois et 4 958 kg de fer (boulons et armatures diverses).
Lors du démontage des cintres, le tassement des voûtes a été mesuré à 0,009 m.

### Coûts
La dépense totale pour la construction du viaduc est de 1 290 000 francs de l'époque, répartie à raison de 589 885,82 Fr pour les piles et culées, de 527 030,21 Fr pour les plinthes et parapets, de 19 841,17 Fr pour les fondations et de 63 136,23 Fr pour les cintres.